# IMAM Ro.41
El IMAM Ro.41 fue un caza biplano ligero italiano, que sirvió en la Regia Aeronautica en los años 30 y 40 del siglo XX, principalmente como entrenador.
Era un avión singular, siendo obsoleto como caza cuando apareció en 1934, pero a pesar de esto fue usado como tal hasta 1940. La Luftwaffe mostró interés en él como entrenador, incluso aunque los cazas de primera línea alemanes eran completamente diferentes. El Ro.41 es casi desconocido, comparado con muchos otros aviones italianos, a pesar de ser uno de los más numerosos producidos, en sus 16 años de carrera.

## Desarrollo
El IMAM Ro.41 tuvo sus orígenes en la división aeronáutica de OFM (Officine Ferroviarie Meridionali). En 1929, Alessandro Tonini, ingeniero jefe, sufrió serios problemas de salud y fue reemplazado por Giovanni Galasso. Esta compañía, basada en Nápoles, fue absorbida por la firma Breda en 1935, y los nuevos diseños de aviones de Galasso recibieron la designación IMAM (Industrie Meccaniche Aeronautiche Meridionali) de esta compañía. Uno de los primeros fue el Ro.41, probado en vuelo por Niccolò Lana en el aeropuerto de Capodichino el 16 de junio de 1934.
El primer prototipo fue equipado con un motor Piaggio P.VII, y demostró ser muy ágil, con excelentes prestaciones de ascenso, y sin vicios evidentes. El segundo prototipo, MM.281, fue probado el 31 de enero de 1935 y tomó fuerza con la Regia Aeronautica.
El tercer prototipo tenía un Piaggio P.VII C.45 con un compresor de dos etapas, dando 390 cv a 4000 m. Esta fue la versión definitiva de este avión, y se ordenaron cincuenta aviones, matrículas MM.2907-2956. La primera serie fue puesta en servicio en julio de 1935.

## Diseño
Biplano con el ala inferior más pequeña que la superior (sequiplano), el Ro.41 era de construcción mixta, el fuselaje de estructura de acero al cromo-molibdeno, recubierto de tela barnizada. Láminas de duraluminio recubrían el fuselaje inferior y superior, y también el capó del motor. Las alas estaban construidas da base de madera recubierta de tela. Disponía de un tren de aterrizaje fijo.
El motor P.VII RC35 rendía teóricamente en despegue: 368 kW (493 hp) a 2100 rpm y en crucero 338 kW (453 hp) a 2100 rpm a 3500 m (11 483 pies), aunque era mucho menor en la práctica, la fiabilidad era muy buena; contaba con un depósito de combustible de 176 l en el fuselaje, detrás del motor, junto con un depósito de aceite de 20 l. Estaba propulsado por una hélice bipala de madera, más tarde reemplazada por un modelo bipala metálico.
El armamento, cuando esta instalado, era de dos ametralladoras Breda-SAFAT cal.7,7 mm montadas dentro del fuselaje, con 850 rondas.

### Prestaciones
El avión fue diseñado como caza, pero estaba falto de potencia incluso para los estándares de mediados de los años 30. Recordaba a un pequeño I-15, y era bastante ágil. En las pruebas fue capaz de alcanzar una altitud de 1000 m en 1 min 32 s, 3000 m en 3 min 47 s, y 5000 m en 7 min 34 s, con un régimen de ascenso mucho mejor que el caza estándar italiano, el Fiat C.R.32 (3000 m en 5 min 10 s). También era más maniobrable que el C.R.32, y costaba significativamente menos. Sin embargo, una velocidad máxima de solo 320 km/h estaba muy lejos de hacer del Ro.41 un caza creíble, y el C.R.32 tenía mejor alcance, mejores prestaciones de picado, estaba más pesadamente armado y ya estaba en servicio.

## Historia operacional
El Ro.41 encontró su sitio como entrenador, para lo que estaba bien dotado, y una serie de 30 biplazas voló por primera vez en 1937. El Ro.41 reemplazó al Breda Ba.25, y pronto se ordenaron otros 264 monoplazas y 66 biplazas.
El Ro.41 también fue propuesto como caza ligero. Se enviaron 28 a España donde, gracias a su alto régimen de ascenso, actuaron como interceptores de punto alrededor de Sevilla, aunque, al parecer que no lograron ninguna victoria.
Sirvió en las Alas 5 y 50 como cazabombardero, antes de la aparición del Breda Ba.65. El XVI Gruppo, 50 Stormo, tenía sus tres escuadrones equipados con Ro.41. El Escuadrón 163 fue enviado a Rodas y usó el Ro.41 como caza hasta 1940. Doce Ro.41 sirvieron con el 160 Gruppo en 1939 y fueron usados como cazas de primera línea, aunque el Gruppo estaba equipado con C.R.32 y C.R.42. A partir del 10 de agosto de 1940, cuatro Ro.41 del 159 Sqn, 12 Gruppo, 50 Ala de Asalto fueron volados desde Tobruk como cazas nocturnos.
En su limitada carrera como caza de primera línea, el Ro.41 no consiguió ninguna victoria, y es poco probable que hubiera estado involucrado en combates aéreos. Incluso en esa época, los C.R.32 y C.R.42 estaban obsoletos, y el Ro.41 era solo una medida provisional. El papel real fue el entrenamiento avanzado y, a pesar de su diseño obsoleto, consiguió ser una máquina popular, fiable y económica. También fue construido por Agusta y AVIS.
Fue probado el Ro.41bis, con ala reducida y mejores prestaciones, pero el C.R.32 ya estaba disponible para las escuelas de vuelo, y no resultó exitoso. En septiembre de 1938, el MM.3786 fue enviado a Uruguay para mostrar el modelo, pero no consiguió órdenes.
Los Ro.41 fueron aviones populares y, durante muchos años, escuadrones de primera línea y escuelas de vuelo lo operaron, hasta que se hizo obsoleto para su uso en primera línea. Uno de los pocos cambios fue la instalación de un motor Piaggio P.VII RC.35, que disponía de un compresor de una etapa que le daba 500 cv a baja cota. Las armas se instalaron aleatoriamente; las versiones biplaza no llevaban y también tenían menos combustible.
La producción alcanzó los 726 aviones en 1943. Tras el armisticio, la Aeronáutica Nacional Republicana (ANR) de la RSI operó algunos aviones, y la Luftwaffe los usó como entrenadores en Alemania y Francia. Extrañamente, no quedaron ejemplares en el sur de Italia, quizás porque las escuelas de vuelo, como el campo de Castiglione del Lago, estaban en el centro y norte del país. Cinco aviones de la ANR sobrevivieron a la guerra.
El Ro.41 fue el primer avión de posguerra en entrar en producción cuando se emitió una orden a la compañía Agusta por quince aviones nuevos (5 monoplazas y 10 biplazas), y más tarde, diez más (7 monoplazas y 3 biplazas). Estos aviones tenían hélice de madera, posiblemente piezas de repuesto todavía almacenadas. Fueron pintados en plata, el nuevo estándar para los aviones militares italianos, en lugar de colores de camuflaje. Tres de estas máquinas formaron el primer equipo acrobático de la Aeronautica Militare en 1947, en Padua. Estos aviones fueron volados hasta 1950.
En total, la producción alcanzó los 751 aviones.

## Variantes
Ro.41
Variante principal de producción.
Ro.41bis
Variante con ala más pequeña y mejores prestaciones.

## Operadores
Alemania
- Luftwaffe

 España
- Aviación Nacional
- Ejército del Aire de España

 Hungría
- Real Fuerza Aérea del Ejército Húngaro

 Italia
- Regia Aeronautica
- Aviación Legionaria: operó 25 unidades

 Italia
- Aeronautica Militare: operó algunos Ro.41 hasta 1952.[2]

## Especificaciones

### Características generales
- Tripulación: Uno (piloto)
- Longitud: 6,4 m (20,9 ft)
- Envergadura: 8,8 m (28,9 ft)
- Altura: 2,7 m (8,7 ft)
- Superficie alar: 19,2 m² (206,1 ft²)
- Peso vacío: 1010 kg (2226 lb)
- Peso cargado: 1270 kg (2799,1 lb)
- Planta motriz: 1× motor radial de 7 cilindros sobrealimentado y engranado, refrigerado por aire, Piaggio Stella P.VII R.C.35.
  - Potencia: 368 kW (507 HP; 500 CV)
- Hélices: Bipala de madera de paso fijo
- Capacidad de combustible: 176 l

### Rendimiento
- Velocidad máxima operativa (Vno): 320 km/h (199 MPH; 173 kt) a 4000 m (13 123 pies)
- Alcance: 320 km (173 nmi; 199 mi)

### Armamento
- Ametralladoras: 

  - 2x Breda-SAFAT de 7,7 mm fijas de fuego frontal

## Aeronaves relacionadas

### Secuencias de designación
- Secuencia Ro._ (interna de IMAM): ← Ro.30 - Ro.35 - Ro.37 - Ro.41 - Ro.43 - Ro.44 - Ro.51 →
- Secuencia Numérica (Aeronaves del Ejército del Aire español, 1939-1945): ← 5 - 5W - 6 - 7 - 8 - 9 - 11 -- 35 - 36 - 37 (I) - 37 (II) - 38 - 39 - 40 →
- Secuencia C._ (Aeronaves de Caza del Ejército del Aire español, 1945-1954): ← C.4 - C.5 - C.6 - C.7 - C.8 - C.9 - C.10 →
- Secuencia ES._ (Aeronaves de Escuela Superior del Ejército del Aire español, 1945-1954): ES.1 - ES.2 - ES.3 - ES.4 - ES.5 - ES.6 →